# Summertime/Tu sei mio
Summertime/Tu sei mio è il 44º singolo discografico di Mina, pubblicato nel 1961 dall'etichetta Italdisc.

## Storia
Entrambi i brani sono presenti nell'album ufficiale Moliendo café del 1962 e nell'antologia su CD Ritratto: I singoli Vol. 2 (2010) che raccoglie tutti i singoli pubblicati fino al 1964. Sulla copertina ufficiale e sul etichetta del disco, la grafia del titolo è Summer Time, con le due parole staccate.
Summertime è la cover (in inglese) del omonimo brano di Gershwin.
Nonostante sia stata proposta da Mina anche in una puntata della prima stagione del varietà televisivo Studio Uno (1961), il video non è presente nei DVD celebrativi del periodo "anni Rai" dell'artista.
Tu sei mio, già lato B del 45 giri Sciummo pubblicato il 14 settembre dello stesso anno, l'arrangiamento è di Tony De Vita, che con la sua orchestra accompagna la cantante.

## Tracce
Lato A
1. Summertime – 3:55 (testo: DuBose Heyward, Ira Gershwin – musica: George Gershwin; edizioni musicali Warner Chappell)

Lato B
1. Tu sei mio – 2:16 (testo: Roxy Bob – musica: Umberto Prous; edizioni musicali Orchestralmusic)